# Majin Tensei: Blind Thinker
Majin Tensei: Blind Thinker est un jeu vidéo de rôle de stratégie développé et édité par Bbmf. C'est un spin-off de la franchise Majin Tensei d'Atlus,elle-même faisant partie de la franchise Megami Tensei. Il est originellement sorti le 11 juillet 2007, pour des téléphones mobiles basique japonais, et a été réédité par G-Mode le 16 novembre 2023, pour Nintendo Switch et Windows. Il a été suivi par sa suite Majin Tensei: Blind Thinker II en 2008.
Le jeu se déroule à Neo Tokyo après la 3ème guerre mondiale,et suit l'invocateur de démon Yuuji Kashiwagi. Le joueur contrôle Yuuji et ses alliés dans un système de combat tour-par-tour, et peux négocier avec des démons ennemis pour les faire rejoindre son équipe; Ces derniers peuvent ensuite être fusionné en un seul démon, dans le but de créer des démons plus puissants. Le jeu a bien été reçu par les critiques et les joueurs de par son histoire à embranchements, qui mène à plusieurs scénarios et fins, mais aussi pour la profondeur et le défi qu'apporte ses combats.

## Système de jeu
Majin Tensei: Blind Thinker est un jeu vidéo de rôle de stratégie dans lequel le joueur joue le rôle d'un invocateur de démons. Le jeu alterne entre des sections narratives et des combats. Dans les parties narratives, le joueur fait des choix qui affectent la tournure que prend l'histoire, comme choisir lequel de ses alliés soutenir, ce qui mène à des routes et fins différentes. Les combats sont au tour-par-tour, et le joueur dirige plusieurs unités pour accomplir les conditions de victoires pour chaque chapitre; Le joueur perd si le protagoniste ou un allié humain tombe au combat.
A part déplacer des unités, attaquer des unités enemies ajdacentes, et lancer des sorts offensifs ou de support, le joueur peut lancer des négotiations avec des unités demons ennemies pour essayer de les recruter dans son camp. La négotiation est influencée par  la phase de la Lune : plus celle-ci se rapproche de la nouvelle lune, plus les chances de succès sont élevées. Une fois recrutés, les démons peuvent être invoquées par le joueur pour combattre à ses côtés au combat, en échange d'argent et de magnétite acquise en vainquant des ennemis. Le joueur peut fusionner plusieurs démons alliés en un seul, plus puissant, démon pour construire une équipe plus forte; des combinaisons de démons différentes ont des résultats différents, qui possèdent chacune leurs propres forces et faiblesses.

## Prémisse
Blind Thinker se déroule en 20XX après la 3ème guerre mondiale, 20 ans après que la compagnie énergétique japonaise AGE ait construit la ville Neo Tokyo. L'histoire suit Yuuji Kashiwagi, dont son père disparu a laissé derrière lui un programme d'invocation de démon.

## Développement et sortie
Blind Thinker a été originellement developpé et édité par Bbmf pour des téléphones mobiles basiques au Japon le 11 juillet 2007,, les sorties se poursuivant sur divers téléphones tout au long de l'année,. En tant que spin-off du jeu original Majin Tensei sorti en 1994, il garde la plupart de ses éléments, y compris le cadre d'un  Tokyo infesté de démons ainsi que les design des personnages de Kazuma Kaneko, bien qu'il simplifie certains des mécaniques de jeu.
G-Mode a réédité Blind Thinker pour Nintendo Switch et Windows le 16 novembre 2023, dans le cadre de sa gamme G-Mode Archives+, qui vise à reproduire les jeux pour téléphones classiques tels qu'ils étaient au moment de leur sortie originale. Le jeu a été suivi par la suite Majin Tensei: Blind Thinker II le 24 mars 2008 ,.

## Réception
Blind Thinker a été un succès, et a bien été accueilli par les critiques et les joueurs,; GA Graphic (ja) l'a décrit comme très attendu en raison de sa continuation de l'univers de Majin Tensei , et Den Fami Nico Gamer (ja) a souligné sa popularité auprès des joueurs, qui ont apprécié ses combats stratégiques et son décor sombre .
Critics ont aimé son gameplay: Famitsu l'a qualifié de jeu de stratégie satisfaisant et amusant, avec des combats stimulants mais gratifiants, et a trouvé excitant le fait de fusionner des démons pour créer une équipe plus puissante. GA Graphic a partagé cet avis, tandis que Dou Namiki (ja) de Den Fami Nico Gamer a apprécié  la profondeur des combats stratégiques. L'histoire a aussi été bien reçue: Famitsu a apprécié ses scénarios multiples et la façon dont ils s'adaptent en fonction des choix du joueur; Inside Games a trouvé l'histoire à la fois fraîche et nostalgique, soulignant sa grande rejouabilité grâce à ses nombreux scénarios. Enfin, Den Fami Nico Gamer a loué l'univers "unique" et la richesse du scénario.